# The Dream Syndicate
The Dream Syndicate (с англ. — «Синдикат Мечты») — американская альт-рок-группа из Лос-Анджелеса, Калифорния, изначально существовавшая с 1981 по 1989 год и воссоединившаяся в 2012 году. Группа связана с неопсиходелией и музыкальным движением Пейсли-андеграунд; из всех групп этого движения, по данным Los Angeles Times, The Dream Syndicate «играла с наивысшей степенью необузданной страсти и убежденности». Хотя группа никогда не имела коммерческого успеха, она получила значительное признание, особенно за свои песни и игру на гитаре. Руководитель группы Стив Уинн реформировал группу в 2012 году, и с 2017 года было выпущено четыре студийных альбома.

## Характеристики
Стиль
Звучание группы можно охарактеризовать как альтернативный рок, неопсиходелия, Пейсли-андеграунд, джэнгл-поп, постпанк.

## Дискография
Смотри статью «Дискография The Dream Syndicate» в англ. разделе.
- The Days of Wine and Roses (1982, Ruby Records/Slash Records) – #7 UK Independent Charts[7]
- Medicine Show (1984, A&M Records) – #171 Billboard Top 200[8]
- Out of the Grey (1986, Chrysalis Records/Big Time Records)
- Ghost Stories (1988, Enigma Records)
- How Did I Find Myself Here? (2017, Anti-) – #32 Billboard Independent Albums[8]
- These Times (2019, Anti-) – #34 Billboard Independent Albums[8]
- The Universe Inside (2020, Anti-)
- Ultraviolet Battle Hymns and True Confessions (2022, Fire Records)